# Gazólaz
Gazólaz est un village situé dans la commune de Cendea de Cizur dans la Communauté forale de Navarre, en Espagne. Il est doté du statut de concejo. Il abrite, malgré sa taille modeste, le siège de la commune de Cendea de Cizur.
Gazólaz est situé dans la zone linguistique mixte de Navarre.

## Présentation

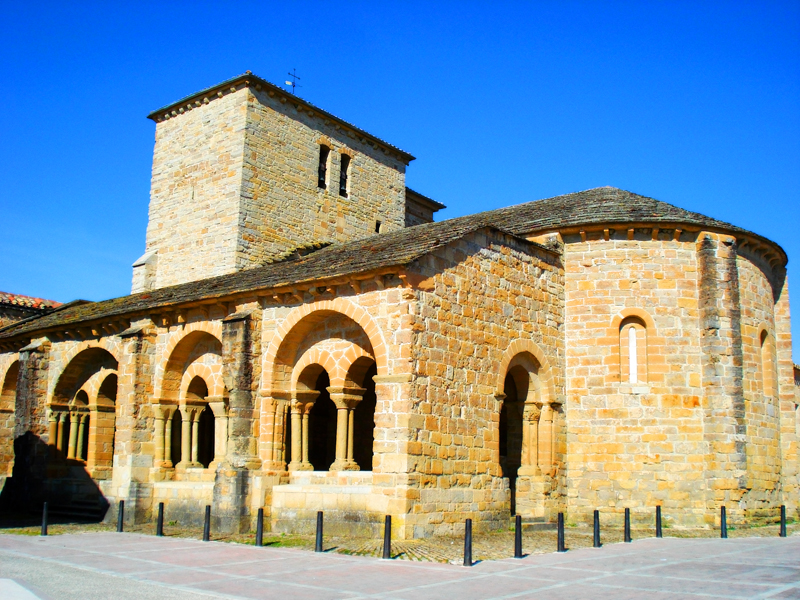
Église de Nuestra Señora de la Purificación à Gazólaz.

Gazólaz est situé à 6 km de Pampelune, à une hauteur de 459 mètres sur le niveau de la mer, et sa superficie est de 450 hectares.